# Service interministériel des archives de France
Service interministériel des archives de France je generální ředitelství francouzských archivů. Meziresortní služba francouzských archivů vznikla v roce 1897 a do roku 2009 se nazývala Direction des Archives de France (ředitelství francouzských archivů). Ředitelství stanovuje pravidla týkající se činnosti archivů, vyplývající z francouzského zákoníku o kulturním dědictví. Vykonává kontrolu jejich plnění u veřejných archivů a některých soukromých archivů. Koordinuje rovněž mezinárodní spolupráci v oblasti archivnictví. Jeho sídlem je Hôtel de Jaucourt v Rue des Francs-Bourgeois v pařížské čtvrti Marais.

## Historie
V roce 1897 bylo při Ministerstvu kultury a vzdělávání zřízeno ředitelství archivů, aby řídilo Národní archiv, archivy departementů a komunální archivy. V roce 1959 se stalo součástí nově vytvořeného Ministerstva kultury.
Fungování ředitelství archivů bylo upraveno vyhláškami ze dne 25. března 2002. Ředitelství zahrnovalo generální inspekci francouzských archivů, zastoupení pro národní oslavy, oddělení pro institucionální a profesní síť, oddělení archivní politiky a meziresortní koordinaci, oddělení technologických inovací a standardizace, oddělení veřejné správy a úřad pro obecné záležitosti a dokumentaci.
Na základě vyhlášky č. 2009-1393 ze dne 11. listopadu 2009 bylo ředitelství francouzských archivů dne 15. listopadu 2009 sloučeno do nového generálního ředitelství kulturního dědictví v rámci ministerstva kultury. V jeho rámci funguje Service interministériel des archives de France odpovědná za dohled nad archivy.

## Organizace
Service interministériel des archives de France je členěná na oddělení:
- oddělení meziresortní a teritoriální politiky pro tradiční a digitální archivy (sous-direction de la politique interministérielle et territoriale pour les archives traditionnelles et numérique):
  - úřad správy a akvizic (bureau de la gestion, de la sélection et de la collecte )
    - pověřenec pro soukromé archivy (mission des archives privées)

  - úřad pro zpracování a konzervaci (bureau des traitements et de la conservation)
    - pověřenec pro konzervaci (mission pour la conservation)

  - úřad pověřence (bureau des missions)
- oddělení přístupu do archivů a koordinace archivní sítě (sous-direction de l'accès aux archives et de la coordination du réseau)
  - úřad pro přístup do archivů (bureau de l'accès aux archives)
  - úřad pro archivní síť (bureau du réseau)
  - Národní centrum mikrofilmování a digitalizace (Centre national du microfilm et de la numérisation)
- pověřenec pro národní paměť (mission aux commémorations nationales)

Dále provádí kontrolu činnosti u Národního archivu (Archives nationales), Archives nationales du monde du travail (archiv podniků a společností) a Archives nationales d'outre-mer (archiv zámořských území).